# JR貨物UM13A形コンテナ
UM13A形コンテナ（UM13Aがたコンテナ）とは、日本貨物鉄道（JR貨物）輸送用として籍を編入している20ft・床面積13m2仕様の、一般品輸送向け私有コンテナ（無蓋コンテナ）である。
形式の数字部位 「 13 」は、無蓋コンテナの床面積を元に決定される。このコンテナ13㎥の算出は、厳密には端数四捨五入計算の為に、床面積12.5 - 13.4㎥の間に属するコンテナが対象となる。
また形式末尾のアルファベット一桁部位 「 A 」は、コンテナの使用用途（主たる目的）が「普通品（いわゆる、非危険品の輸送）」を表す記号として、付与されている。

## 特記事項

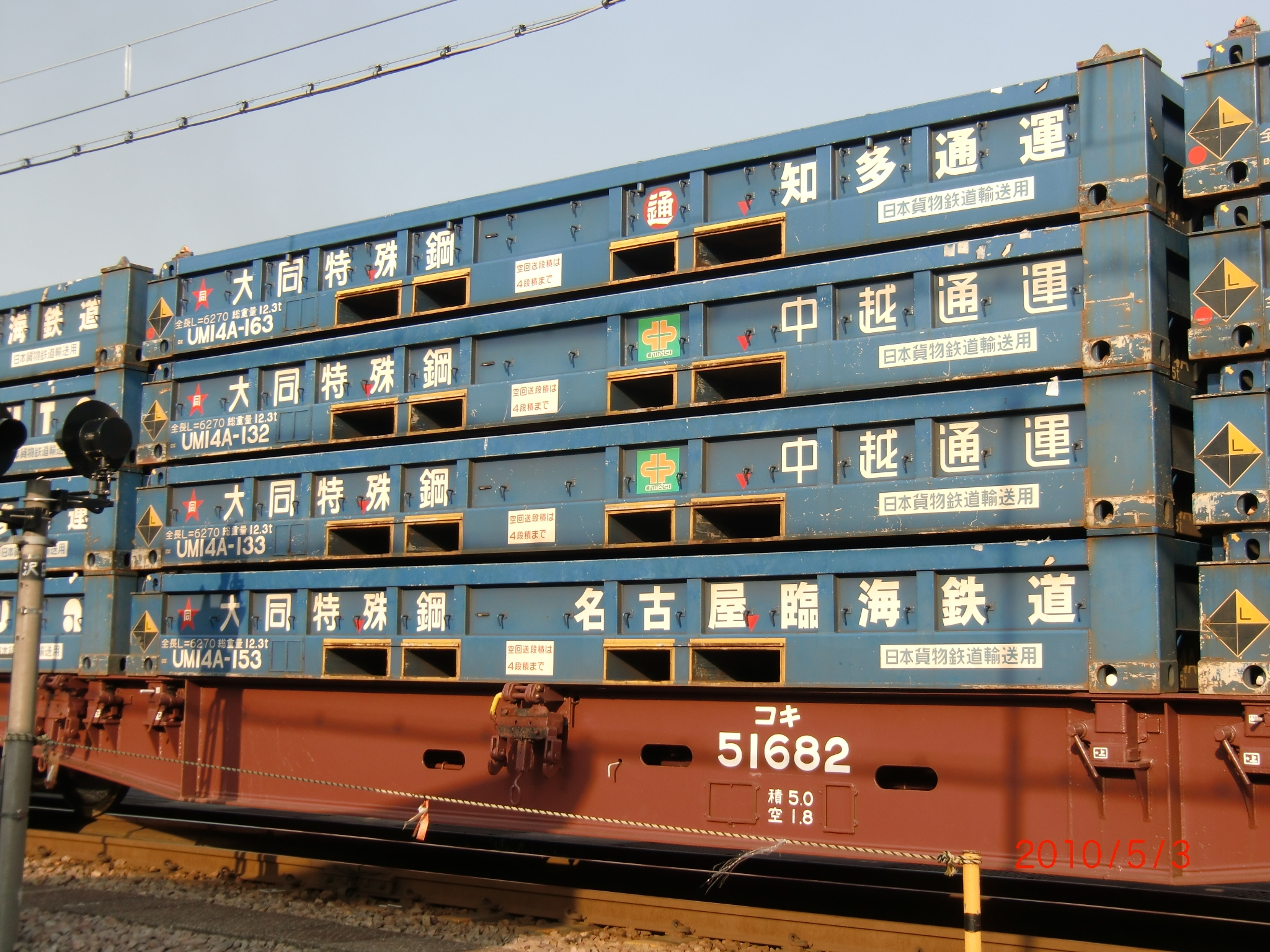
線材輸送用、無蓋空コンテナを四段積み回送で、箱型コンテナと同等の高さに収めた事例。(新潟県／南長岡駅にて、2010年5月3日撮影)

- 無蓋コンテナの形式によっては、汎用コンテナと同等の高さがあったり、逆に1／8サイズの板型の様に8段（12ftの場合）又は、1／4サイズの薄型の様に4段（20ftの場合）に積み上げてやっとドライコンテナと同等の高さに達するなど、他形式ではタンクコンテナ以外では見られない様な、見た目が多種多彩に入り乱れているのも無蓋コンテナ形式の特徴となっている。

さらに大きな特徴として、個々の構造にもよるが例えば段積み可能構造のコンテナで、輸送後に空コンとなった無蓋コンテナを2 - 4段に積み上げて一個の箱型コンテナ状に仕立てて、回送する方法も近年は盛んに利用されている。これは、通常は私有コンテナとしての空コン回送料金には、ある程度の割引料金が適用されるものの、例えば四個の無蓋コンテナを別々に回送すると四倍の料金が必要となる。これに対して、元々段積みできる構造の場合では四段に積み上げて一個分だけのコンテナとしての回送料金となる。
- 1000～番台コンテナは、いわゆる「特定荷主または、特例事例」の様に、この形式では川崎市環境局専用として付与されている。

## 番台毎の概要

### 0番台
1 - 64
安来鋼運輸（日立金属）所有。特殊鋼材輸送用。最大総重量12.0t、自重2.0t。
※ 回送返空時は3段重ね積みが可能。

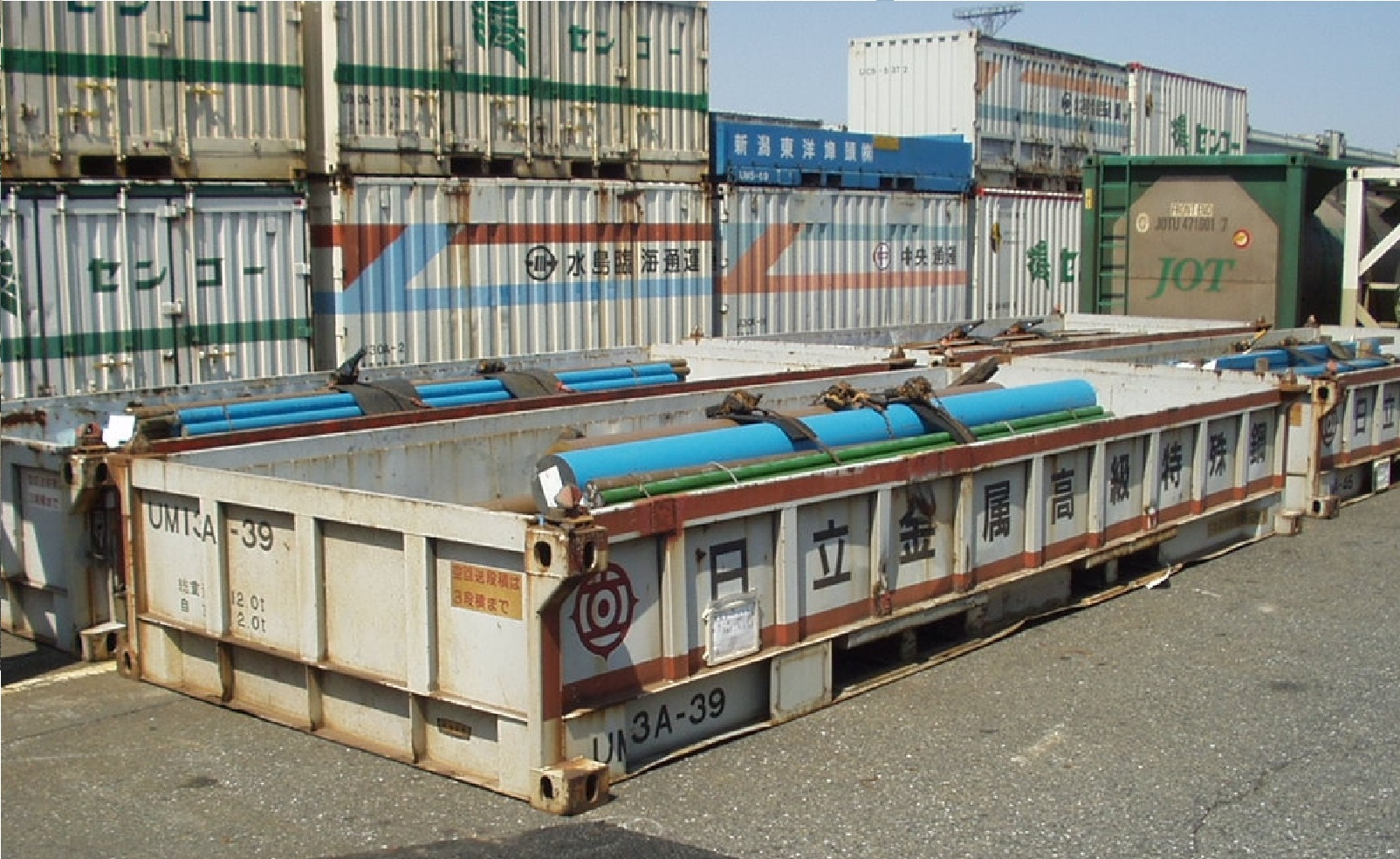
UM13A-39 安来鋼運輸（日立金属）所有。

65 - 69
八戸通運所有 (元、安来鋼運輸)。特殊鋼材輸送用。
※ 回送返空時は3段重ね積みが可能。

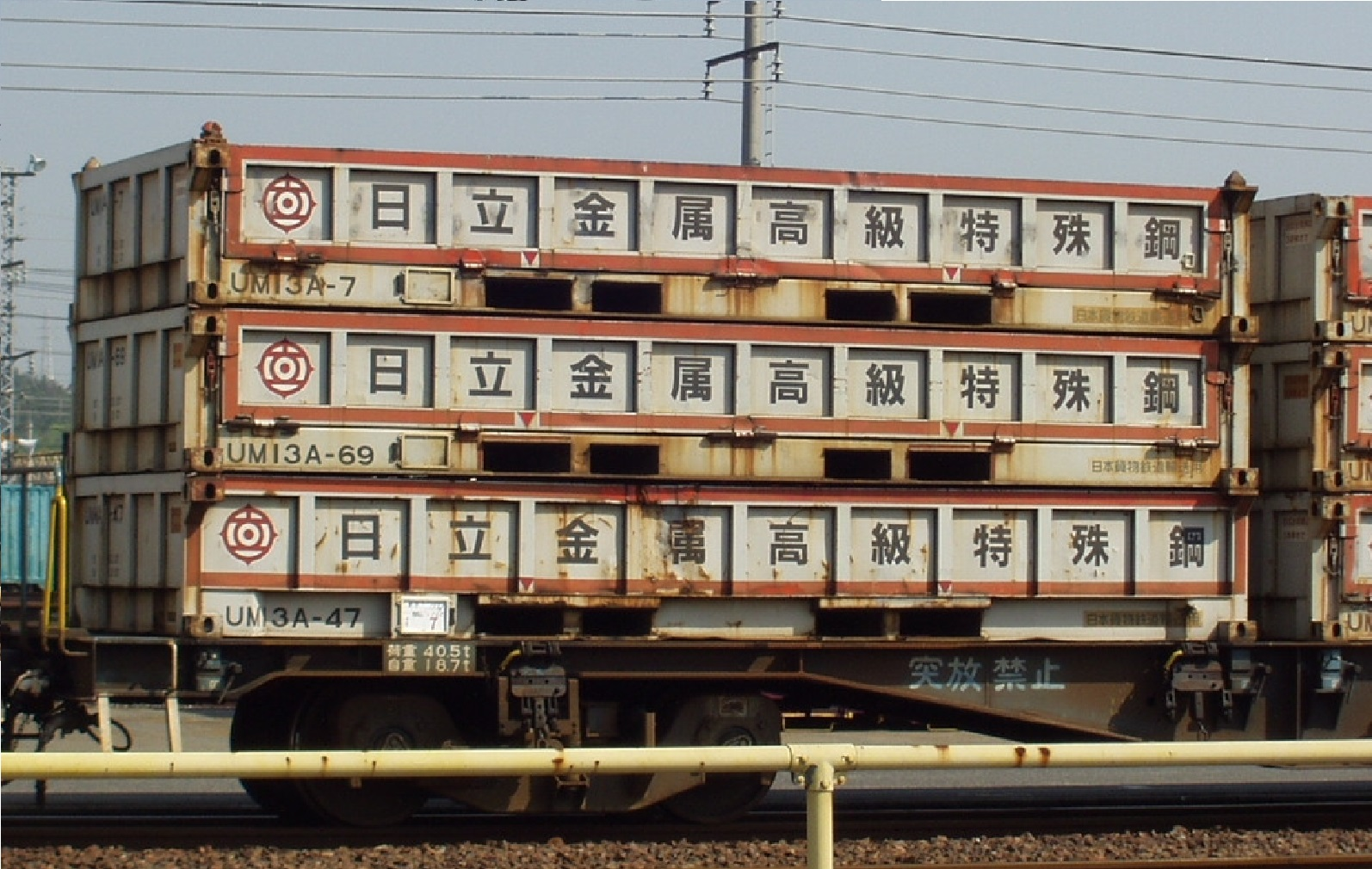
UM13A-69 元、安来鋼運輸（日立金属）。

70
JRFリース所有。最大総重量12.0t、自重2.0t。
トラ70000形による塩積載コンテナ輸送を置換える目的で試作されたコンテナ。

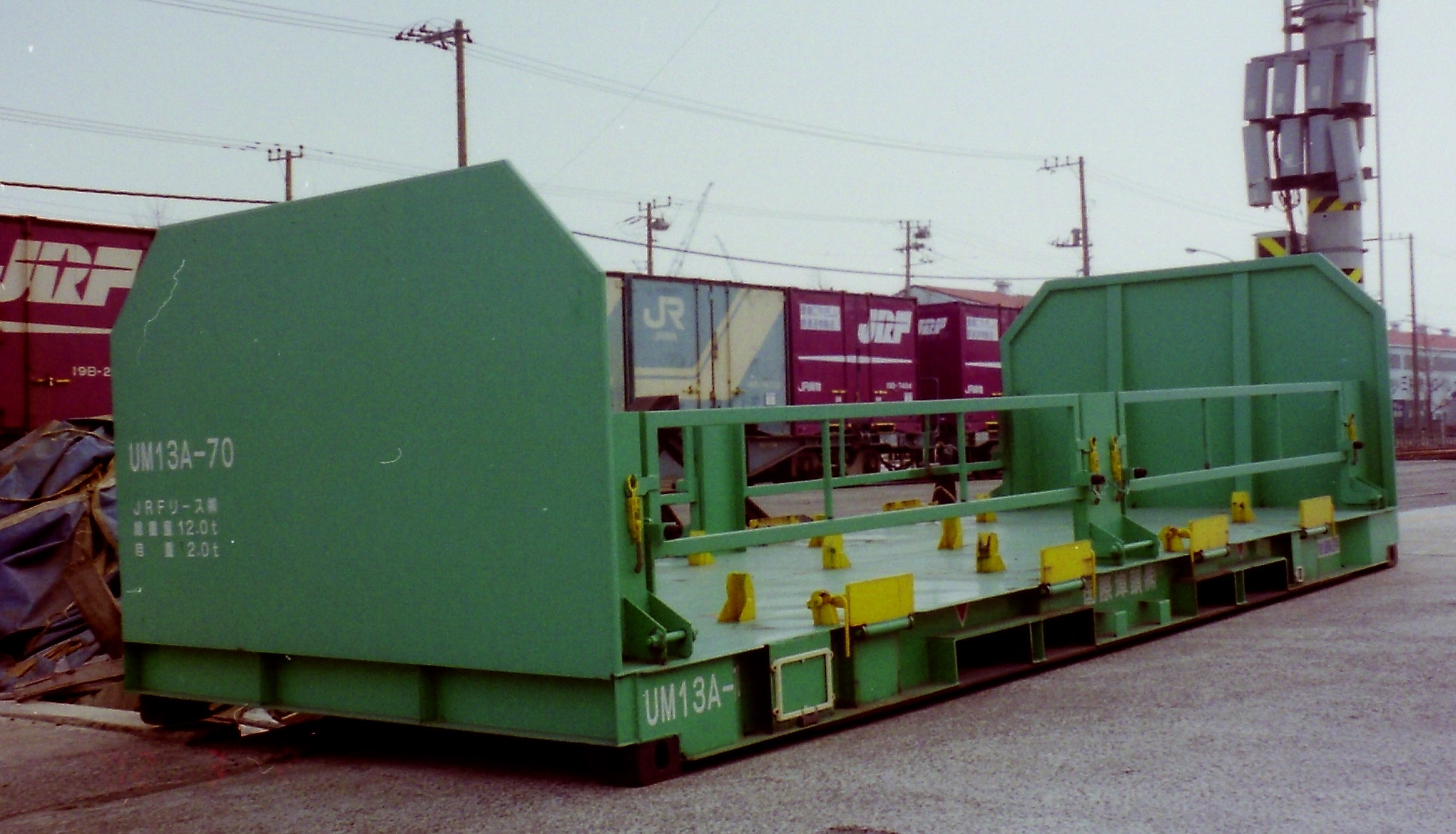
UM13A-70 現、ジェイアールエフ商事所有／国際埠頭借受。

71 - 105
日本環境鉄道輸送所有。産業廃棄物輸送用。最大総重量12.3t。

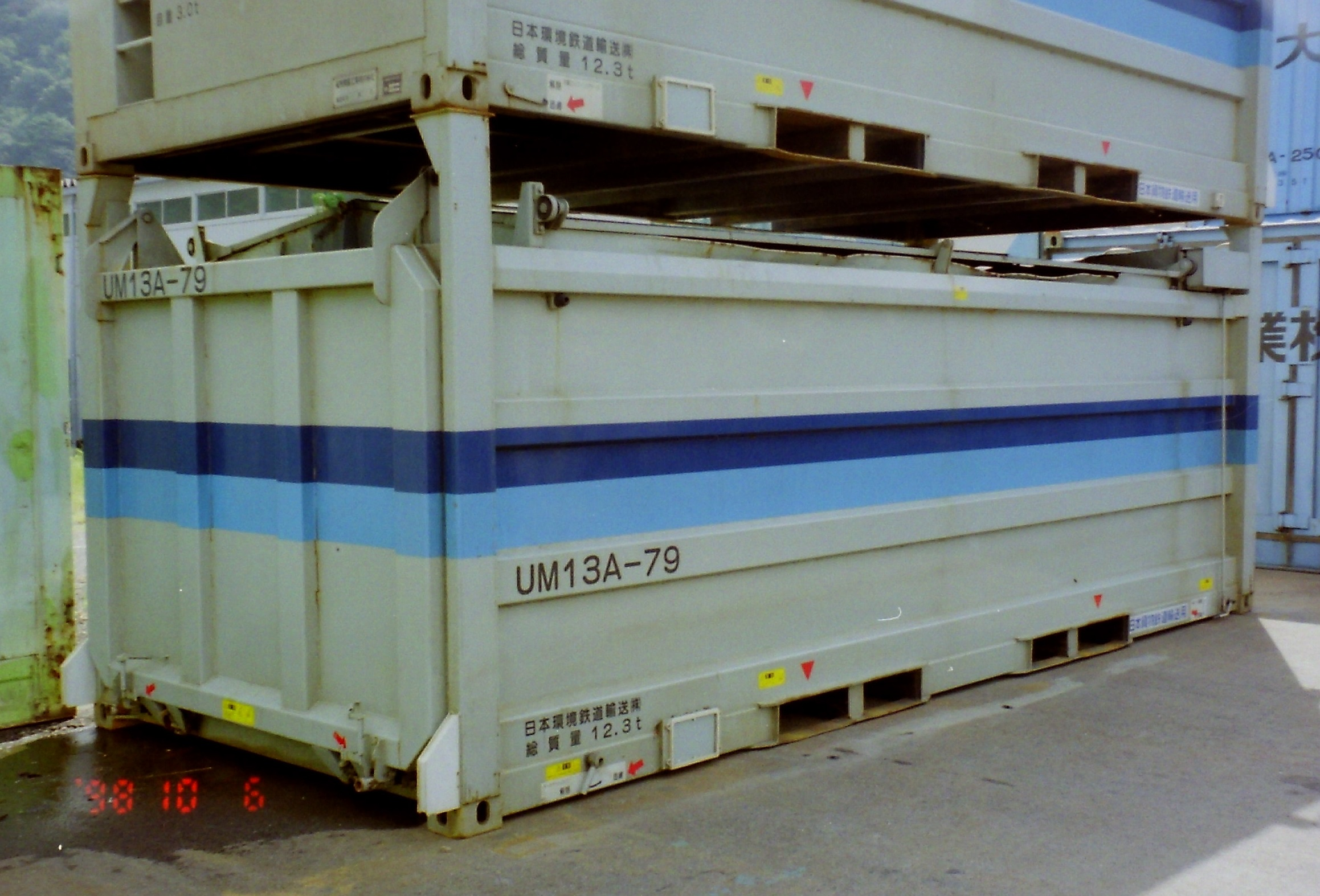
UM13A-79 日本環境鉄道輸送所有。

106 - 135
同和通運所有。最大総重量12.3t、自重3.3t。
シュレッダーダスト輸送専用。

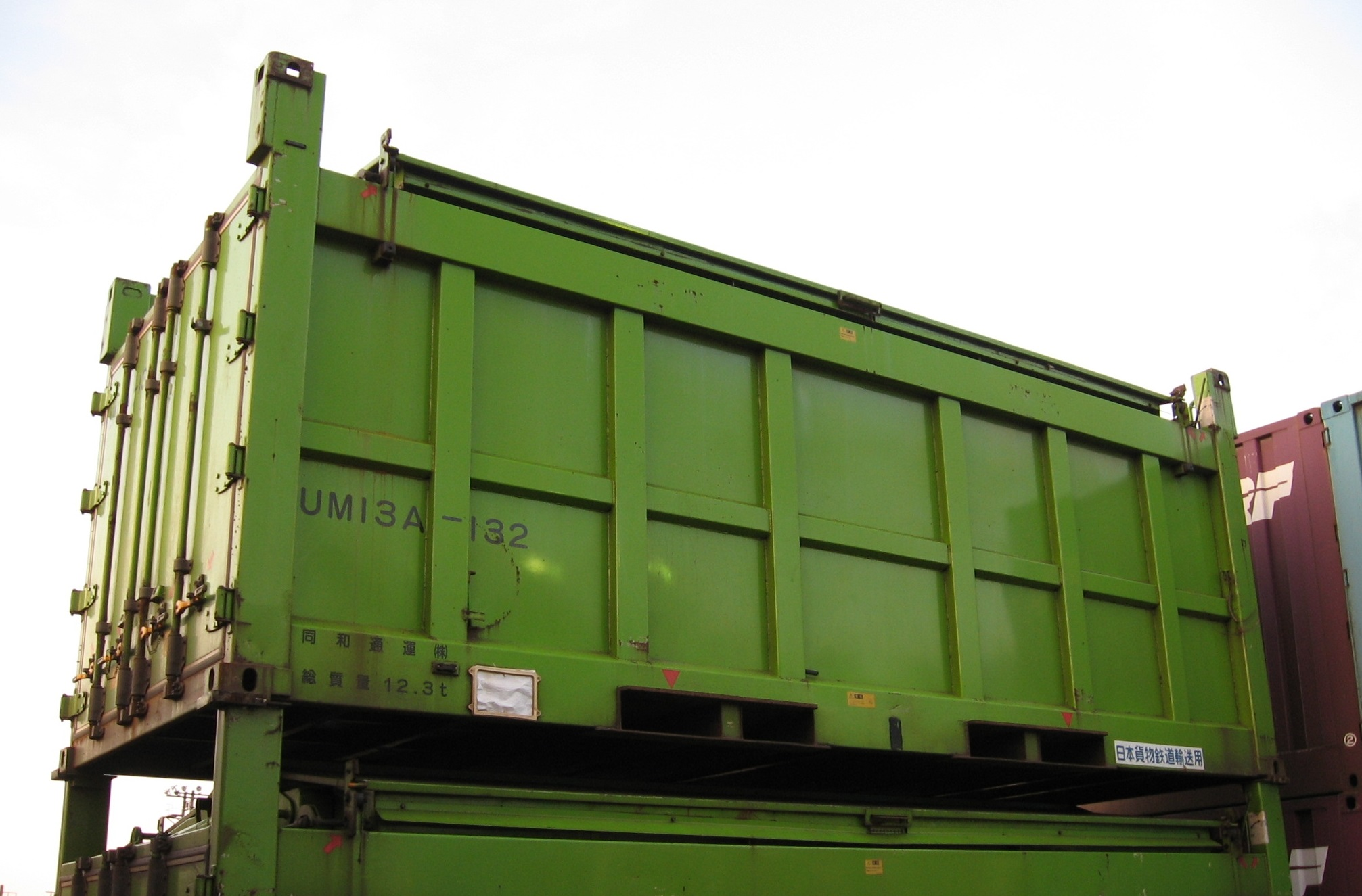
UM13A-132 同和通運所有。

136 - 164【12個／廃コンによる欠番あり】
同和通運所有。最大総重量12.3t以下。焼却灰輸送専用。
※ 回送返空時は二段重ね積みが可能。

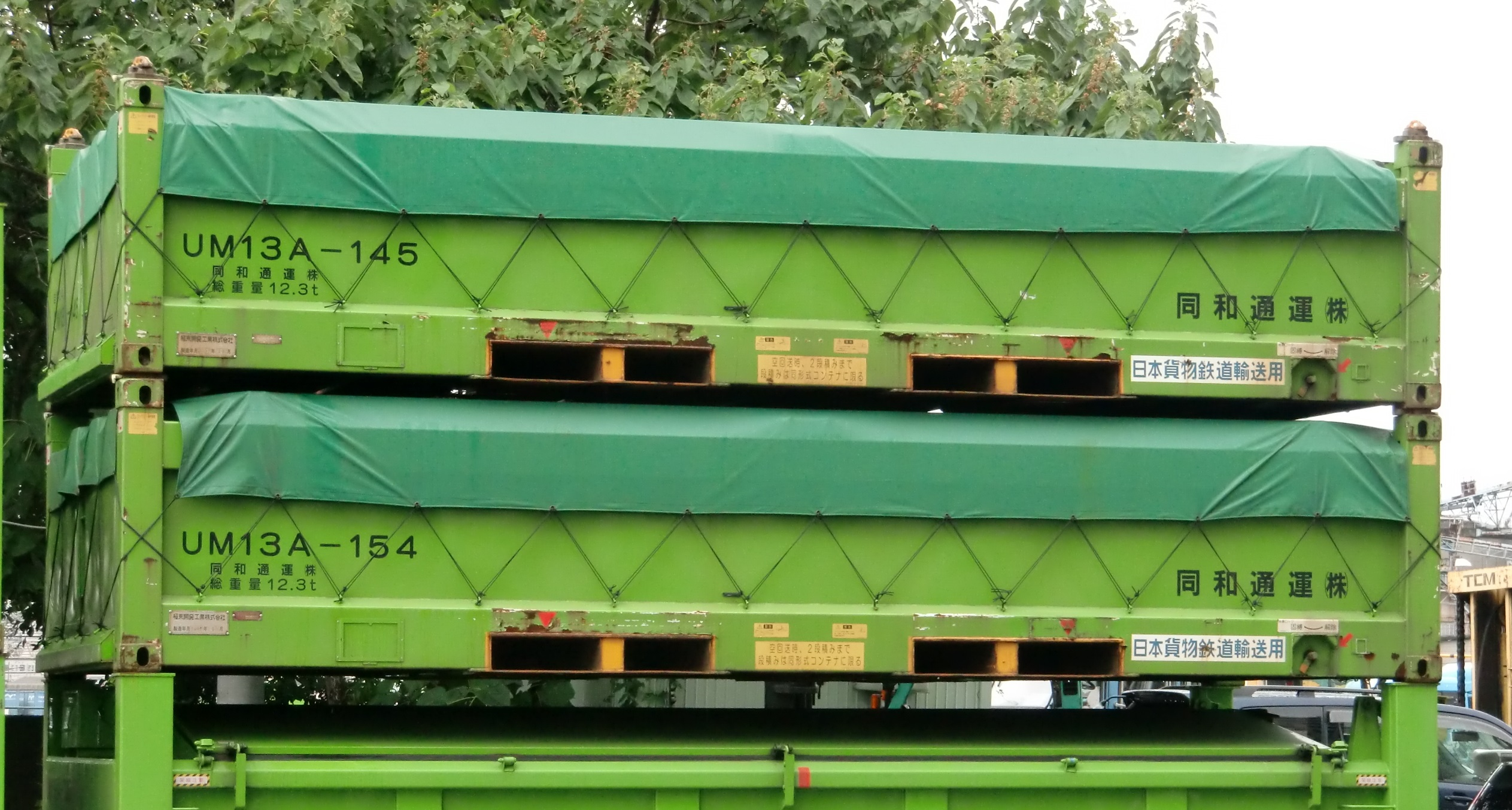
UM13A-145 同和通運所有。

165 - 187【23個】
（所有者不明）

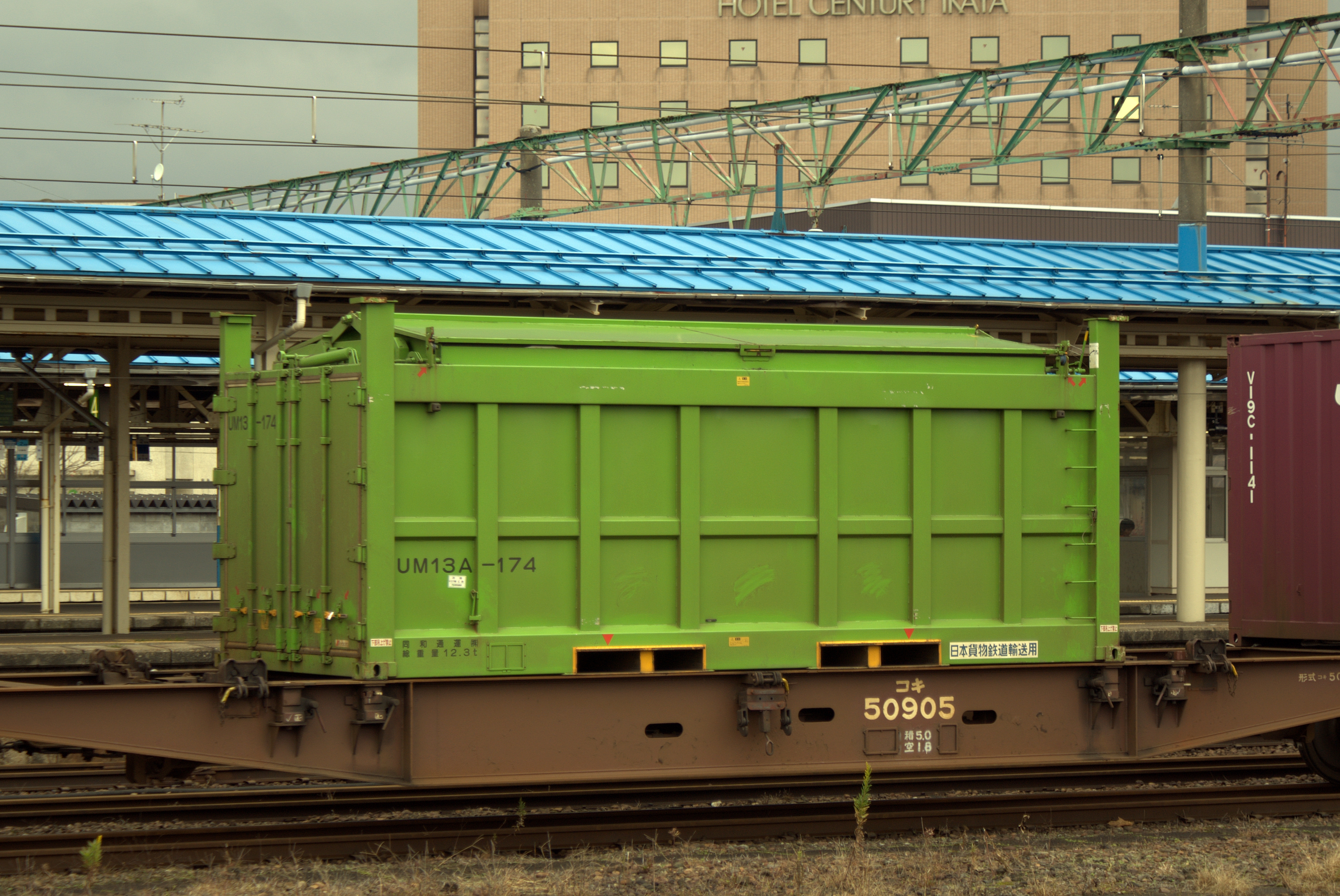
UM13A-174 同和通運所有。

188【1個】
同和通運所有。2011年度取得。極東開発工業製造。
シュレッダーダスト輸送専用。
189 - 221【33個】
（所有者不明）
222 - 234【13個】
同和通運所有。最大総重量12.3t以下。
2012年度取得。新明和工業製造。シュレッダーダスト輸送専用。
235【1個】
（所有者不明）
236 - 271【36個】
同和通運所有。最大総重量12.3t以下。
2012年度取得。新明和工業製造。シュレッダーダスト輸送専用。

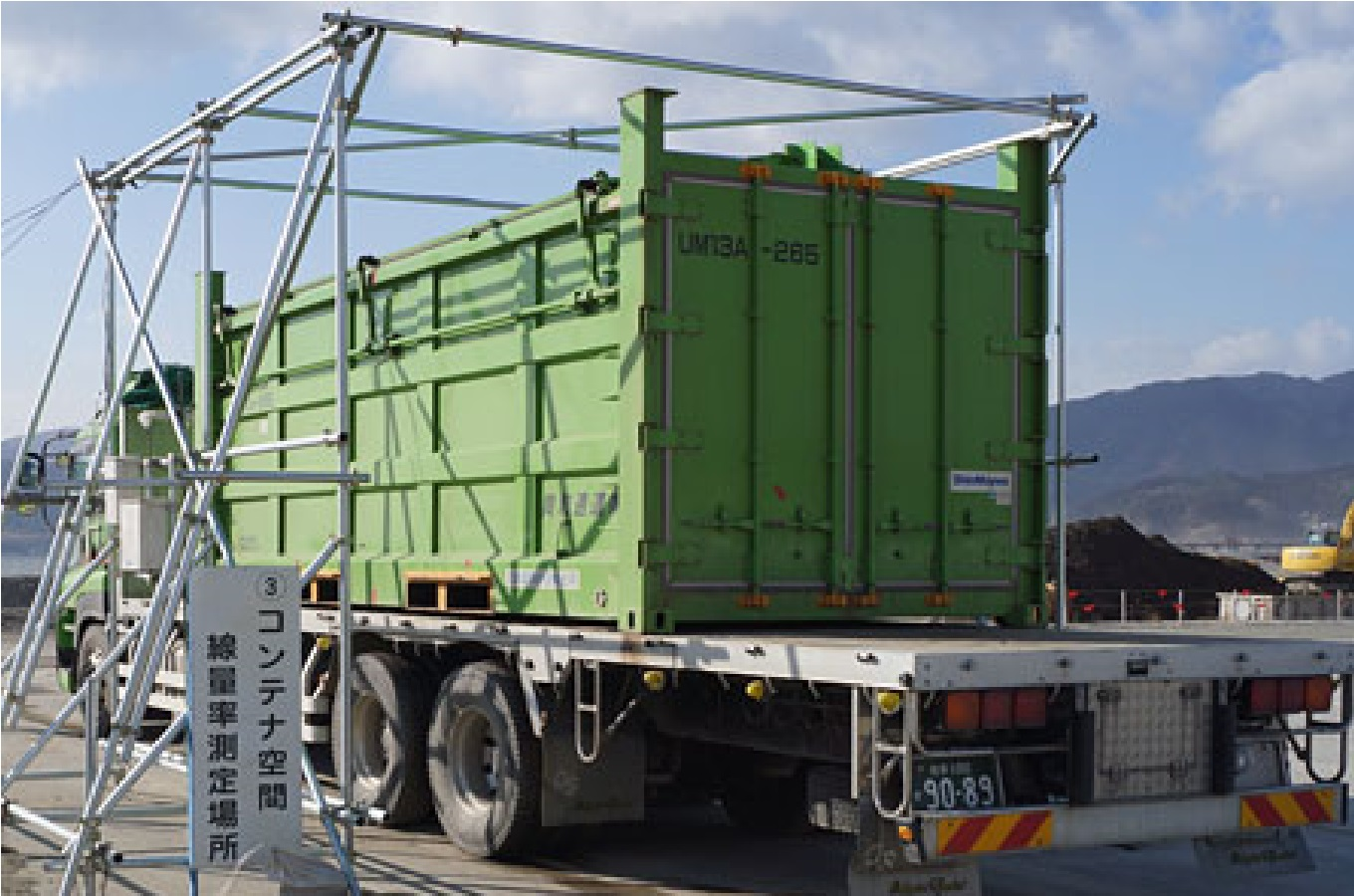
UM13A-265 同和通運所有。 ※東日本大震災時の瓦礫輸送風景。
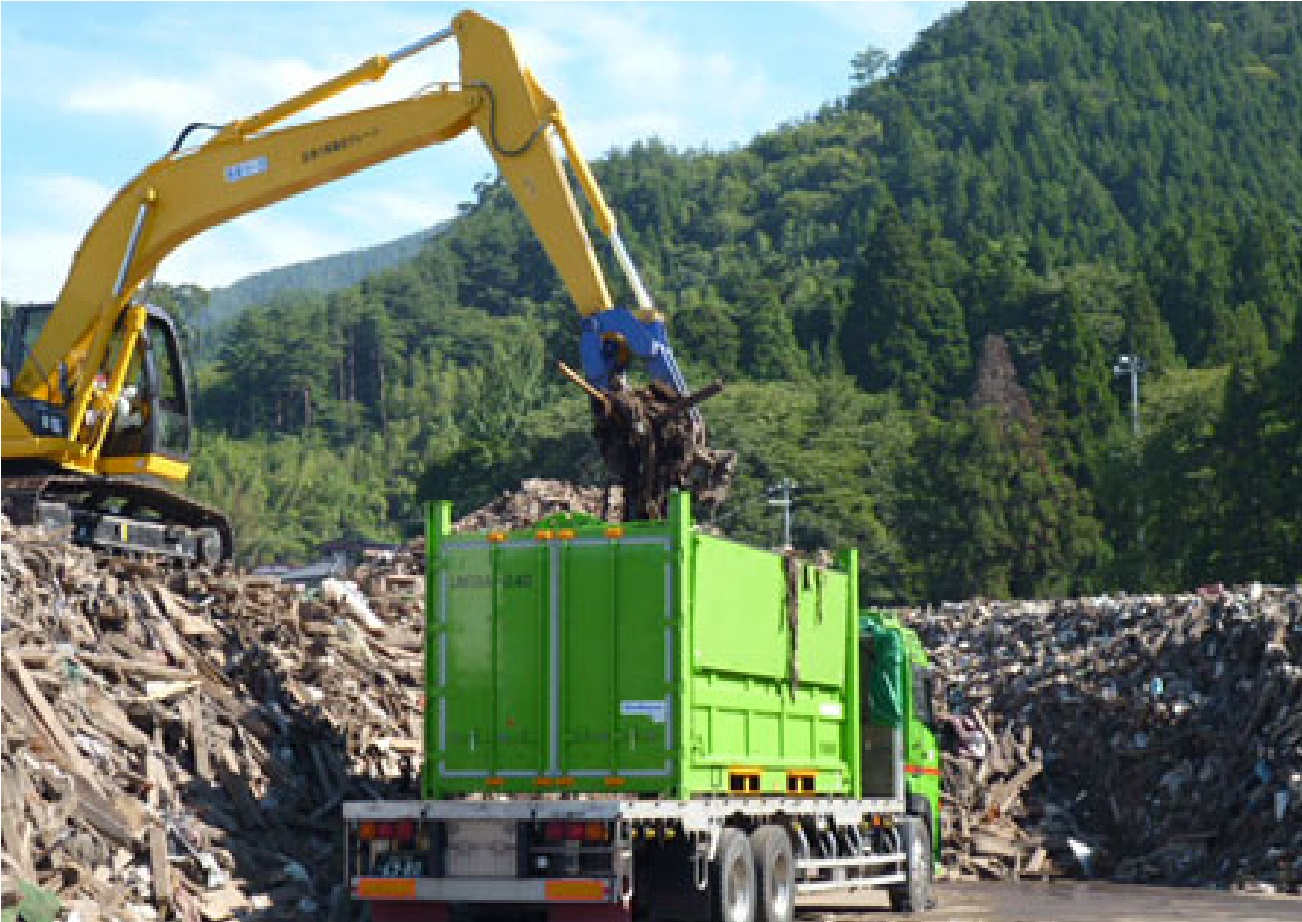
UM13A-269 同和通運所有。 ※東日本大震災時の瓦礫輸送風景。

272 ・ 273
北海道ジェイアール物流所有／太平洋セメント借受。
274 - 293【20個】
同和通運所有。最大総重量12.3t以下。
2019年度取得。新明和工業製造。シュレッダーダスト輸送専用。
294 - 328【35個】
同和通運所有。最大総重量12.3t以下。
2020年度取得。新明和工業製造。シュレッダーダスト輸送専用。

### 1000番台
1001 - 1038
川崎市環境局所有。最大総重量10.1t、自重3.3t。
一般生活廃棄物専用コンテナ。クリーンかわさき号に積載される。

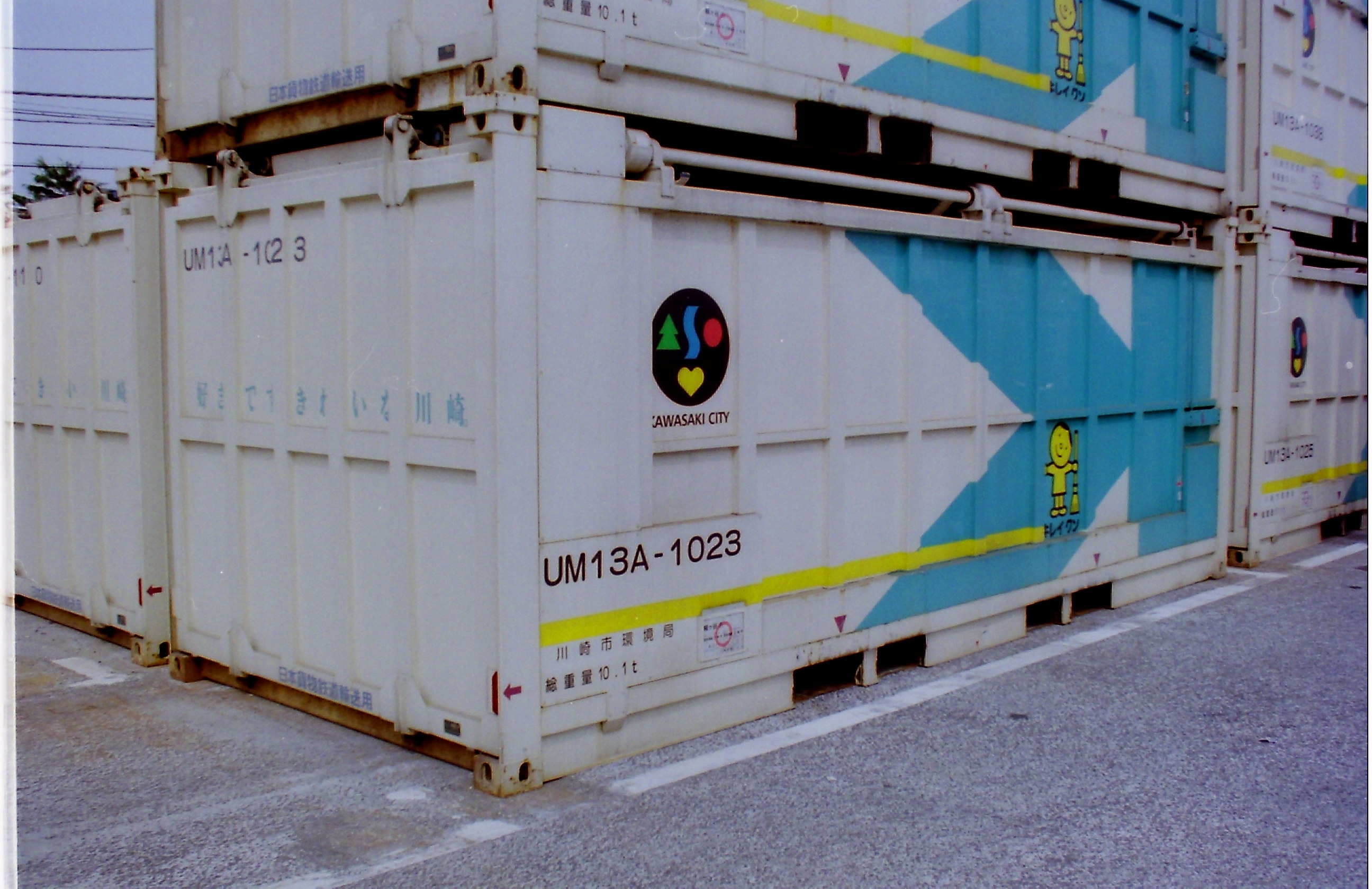
UM13A-1023 川崎市環境局所有。

1039 - 1050
川崎市環境局所有。最大総重量10.3t、自重3.3t。
上記1001 - 1038の増備。総重量がわずかに増えた。

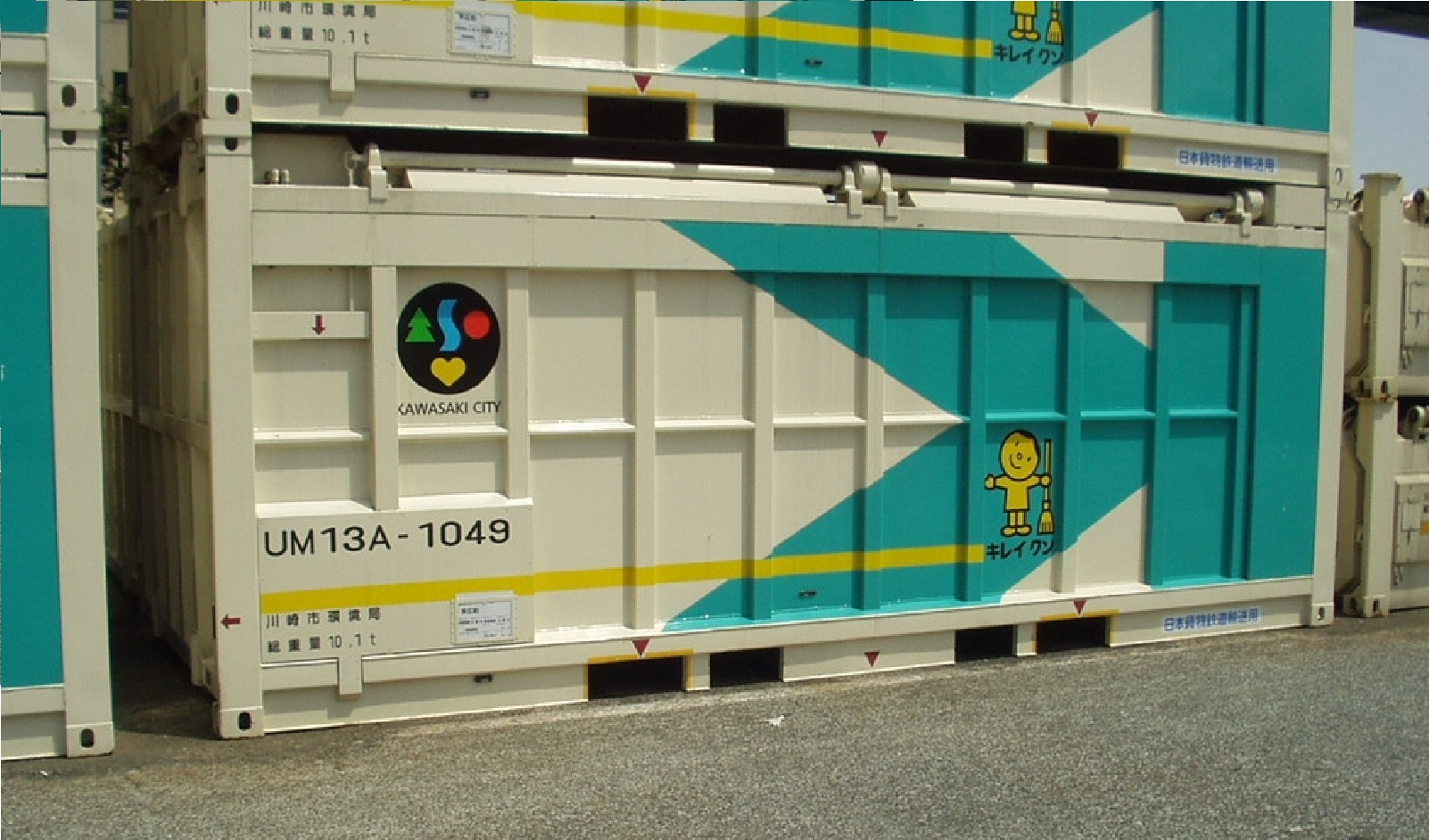
UM13A-1049 川崎市環境局所有。

1051 - 1090
川崎市環境局所有。最大総重量10.1t、自重3.3t。
1001 - 1050の老朽取換え用。総重量が10.1tに戻された。

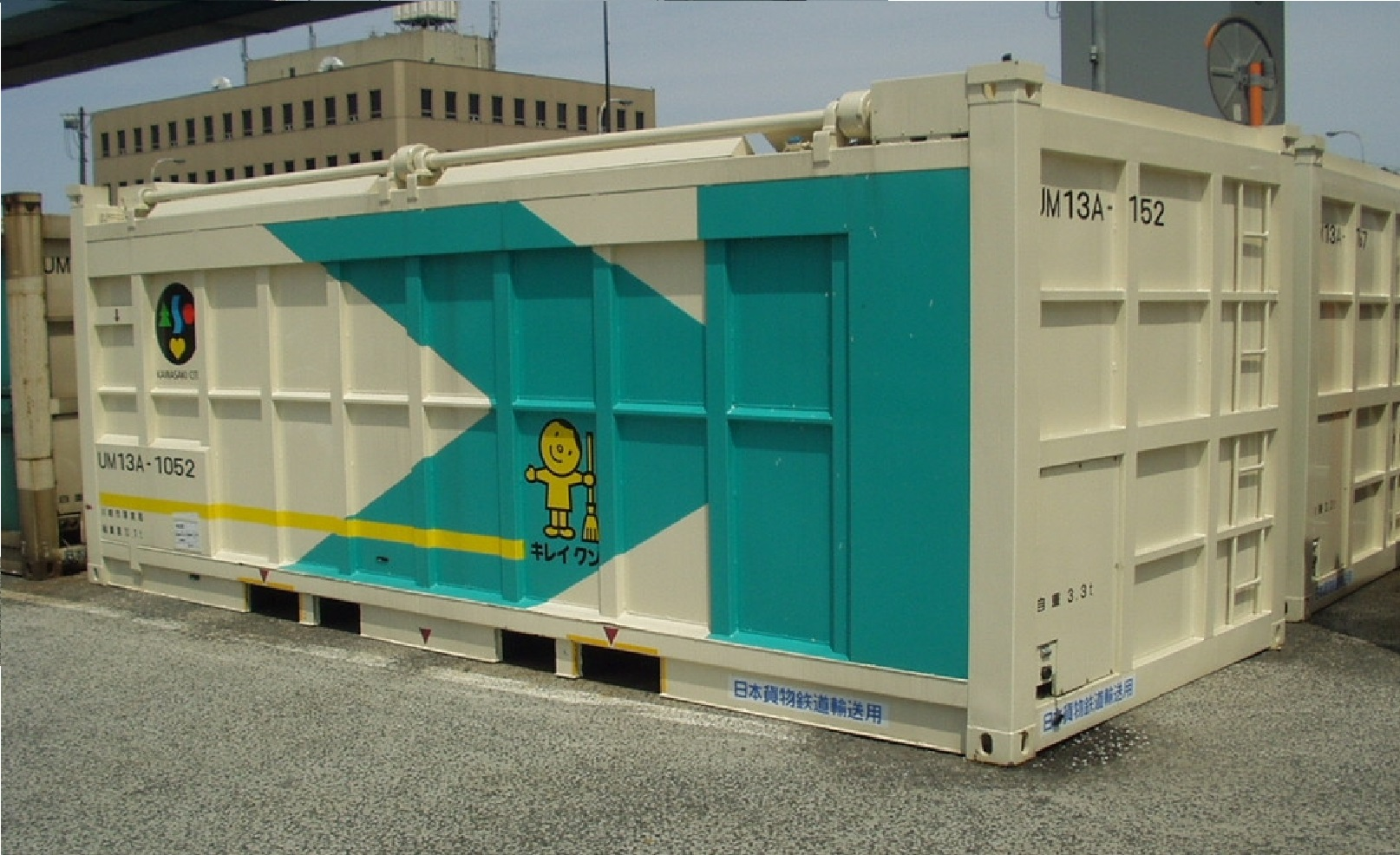
UM13A-1052 川崎市環境局所有。

### 5000番台
5001 - 5010
安来鋼運輸所有。鋼材輸送用。最大総重量13.2t。

### 8000番台
8001 - 8006
山九所有。鋼材輸送用。最大総重量20.0t（規格外）。

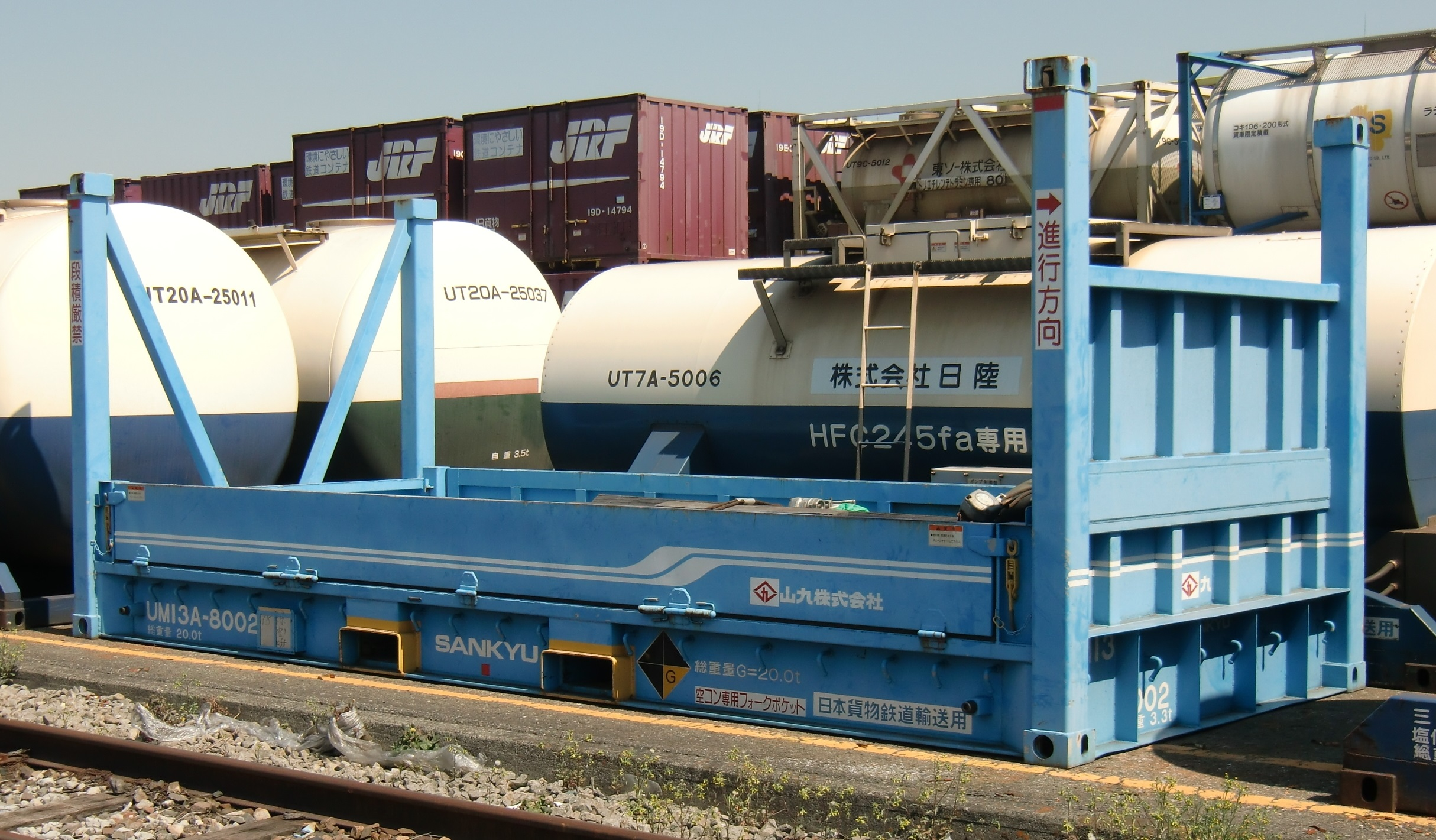
UM13A-8002 山九所有。

8007 - 8010
芳賀通運所有。アルミニウム製品輸送用。最大総重量13.5t。

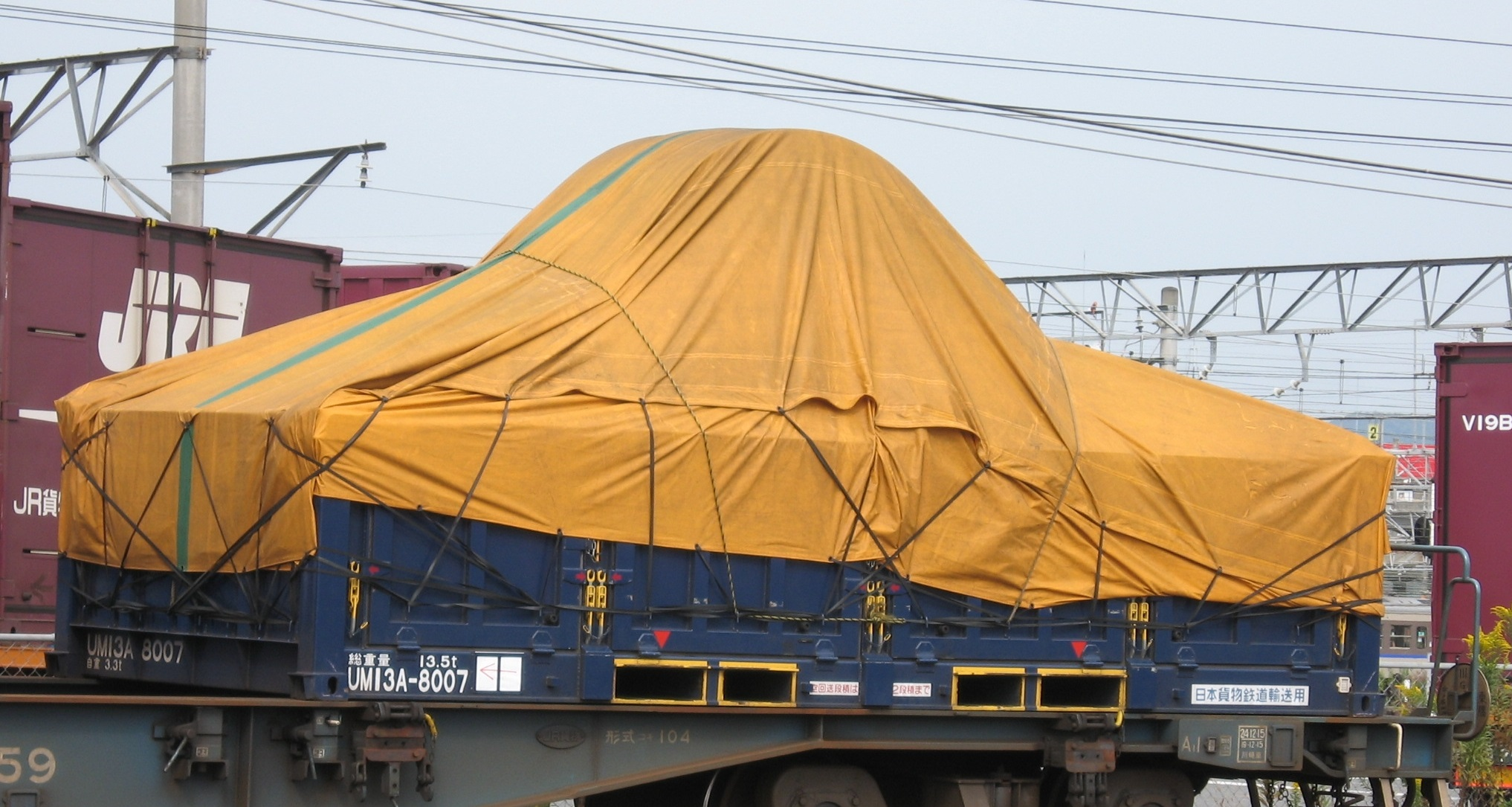
UM13A-8007 芳賀通運所有。

8011 - 8030
安来鋼運輸（日立金属）所有。特殊鋼材輸送用。最大総重量13.5t。
※ 回送返空時は3段重ね積みが可能。

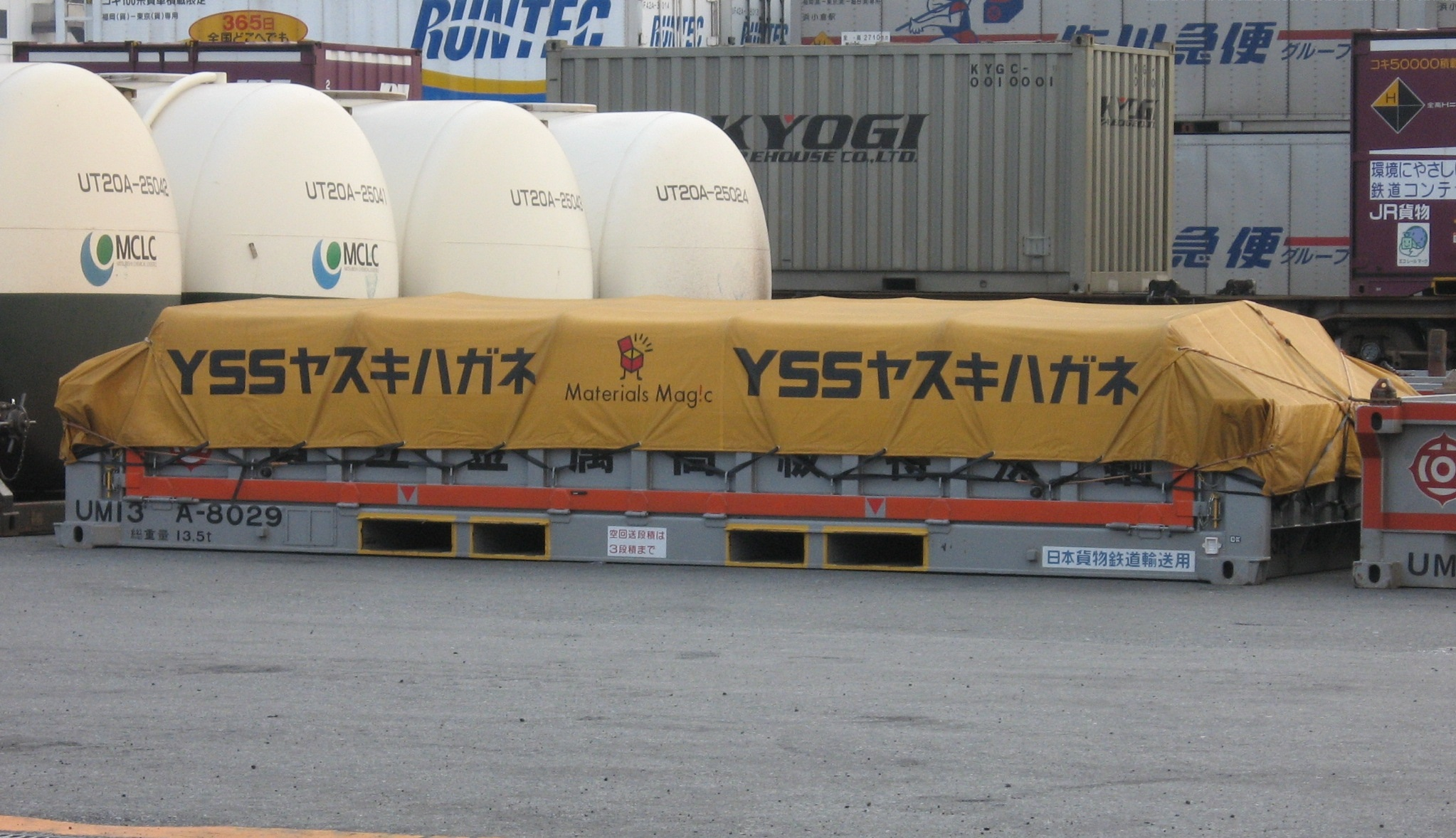
UM13A-8029 安来鋼運輸（日立金属）所有。

8031（1個）
水島臨海通運所有。JFEスチール借受。薄板コイル輸送用に、2019年に登場。試作品の為に、両側面二分割式あおり戸仕様。最大総重量20t。登場後、諸事情によりわずか半年ほどで終了となった。
※出荷元の環境をイメージした、瀬戸内海とイルカのデザイン仕様。
8032 - 8037（6個）
水島臨海通運所有。JFEスチール借受。薄板コイル輸送用に、2019年に登場。量産品として、荷役環境改善のために重量のある試作品を改良して、両側面三分割式あおり戸仕様に変更。最大総重量20t。登場後、諸事情によりわずか半年ほどで終了となった。
※出荷元の環境をイメージした、瀬戸内海とイルカのデザイン仕様。

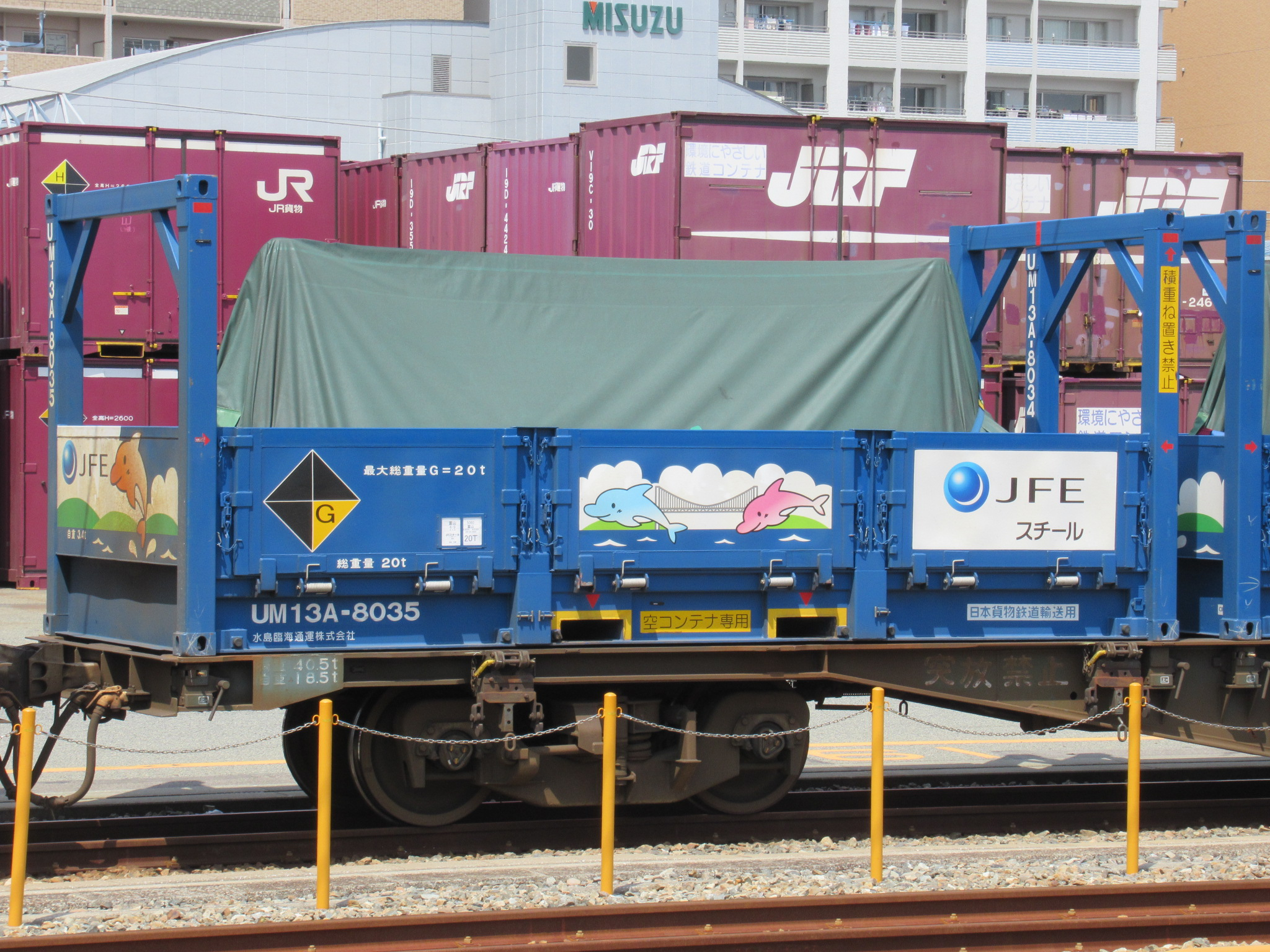
UM13A-8035 水島臨海通運／JFEスチール